# Кірково-спинномозковий шлях
Кірково-спинномозковий шлях, кортикоспінальний шлях (лат. tractus corticospinalis) — один з моторних шляхів, який пролягає в білій речовині мозку і з'єднує моторну кору головного мозку з нижніми руховими (моторними) нейронами й інтернейронами спинного мозку, керуючи рухами кінцівок і тулуба. Містить понад 1 мільйон нейронів, які мієлінізуються зазвичай в перші два роки життя. Є одним з пірамідальних шляхів (поряд з кірково-ядерним).

## Опис
Кірково-спинномозковий шлях починається в кількох частинах мозку, включаючи не тільки моторні ділянки, але також первинну соматосенсорну кору й премоторні ділянки. Більшість нейронів починаються в первинній моторній корі (прецентральна звивина, поле Бродмана 4) або в премоторних лобових ділянках. Близько 30 % кірково-спинномозкових нейронів починаються в первинній моторній корі, ще 30 % у премоторній корі і додаткових моторних ділянках, а решта 40 % — у соматосенсорній корі, тім'яній ділянці і поясній звивині.
Ці верхні моторні нейрони починаються в V шарі пірамідальних клітин нової кори, йдуть через задній край внутрішньої капсули переднього мозку, і входять у ніжку в основі середнього мозку. Далі обидва пірамідальні шляхи проходять через стовбур, від мосту до довгастого мозку. Кірково-спинномозковий шлях, разом з кірково-ядерним, утворює дві піраміди обабіч довгастого мозку. Кірково-спинномозкові нейрони утворюють синапси з альфа-мотонейронами для прямого керування м'язами.
Серед нейронів кірково-спинномозкового шляху особливу роль у передачі моторних сигналів грають клітини Беца, незважаючи на те, що вони становлять всього близько 5 % нейронів, які виходять на спинний мозок. Ці клітини мають найбільшу швидкість проводимості сигналів з головного мозку в спинний — понад 70 м/с.
У кірково-спинномозковому шляху виділяють два відділи — латеральний (tractus corticospinalis lateralis) та передній (tractus corticospinalis anterior). Нейрони латерального кірково-спинномозкового шляху перетинають середню лінію на рівні довгастого мозку й керують кінцівками разом з пальцями. Латеральний шлях утворює близько 90 % сполучень у кірково-спинномозковому шляху; більшість нейронів перетинають довгастий мозок, лише 2-3 % проходять на його одній стороні (іпсилатерально). Нейрони переднього шляху (решта 10 %) проходять іпсилатерально в спинному мозку, але утворюють перехрестя на рівні того спинномозкового нерва, в який входять. Вони керують м'язами тулуба, плечей і шиї.

## Функції
Основна функція шляху — вольовий моторний вплив на тулуб і кінцівки. Проте, зв'язки з соматосенсорною корою припускають, що пірамідальні шляхи також відповідають за модуляцію сенсорної інформації від тіла.
Завдяки тому, що одні із зв'язків перетинають середню лінію на рівні довгастого мозку, інші — на рівні спинного, кожна половина мозку відповідає за керування м'язами протилежної половини тіла. Враження ділянки якого-небудь пірамідального шляху веде до паралічу відповідної сторони тіла, проте, залишається можливість оволодіти примітивними, грубими рухами, що не вимагають точності.